# Antoni Amatller
Antoni Amatller Costa (Barcelona, 1851-Barcelona, 1910) fue un industrial, maestro chocolatero, coleccionista de arte y fotógrafo español. 

## Biografía
Fue la tercera generación de una familia de maestros chocolateros barceloneses cuyos orígenes se remontan a 1797. Durante su juventud viajó por Suiza y Francia para conocer el funcionamiento de las industrias chocolateras europeas. A su regreso, construyó una nueva y moderna fábrica, inaugurada en 1878, que revolucionó los procesos productivos, situando la empresa familiar, Chocolates Amatller, como el principal fabricante de chocolate español. 
Trasladó su interés por el arte a su negocio, encargando a prestigiosos artistas el diseño de los carteles publicitarios y los reclamos promocionales, como los cromos. Interesado por la pintura y el dibujo desde joven, combinó su actividad industrial y comercial y la dirección de su empresa chocolatera con el coleccionismo y la fotografía. Miembro de la Association Belge de Photographie de Bruselas, obtuvo distintos premios de fotografía. La temática de las mismas la constituyen sus reportajes de distintos viajes por Europa, Norte de África y Oriente Medio. Destacó en el retrato y en la fotografía costumbrista.
Como coleccionista es relevante su extensa colección sobre vidrio romano y vidrio decorado, una de las más importantes en manos privadas en España.
Su vivienda, la casa Amatller (1900), construida por Puig i Cadafalch, es una gran obra modernista de Barcelona. En la misma se encuentra el Instituto Amatller de Arte Hispánico, creado por su hija Teresa Amatller, en el que se conserva el material fotográfico de Antoni Amatller y buena parte de su colección de arte.